# Gliese 710
Gliese 710 é uma estrela na constelação de Serpens Cauda. Tem uma magnitude aparente de 9,66, sendo invisível a olho nu. Com base em dados de paralaxe, do segundo lançamento do catálogo Gaia, está localizada a uma distância de 62,1 anos-luz (19,0 parsecs) da Terra.
Gliese 710 é classificada com um tipo espectral de K7Vk, indicando que é uma estrela de classe K da sequência principal (anã laranja), que gera energia pela fusão de hidrogênio em seu núcleo. Tem uma massa estimada em 60% da massa solar, raio de 67% do raio solar e está brilhando com apenas 10% da luminosidade solar. Sua fotosfera irradia essa energia a uma temperatura efetiva de cerca de 4 100 K, dando à estrela a coloração alaranjada típica de estrelas de classe K. Seu conteúdo metálico é similar em proporção ao do Sol. Já foi catalogada como uma possível estrela variável que varia entre magnitude 9,65 e 9,69.
Gliese 710 está se aproximando do Sistema Solar com uma velocidade radial de 13,8 km/s e um movimento próprio quase nulo, sendo estimado que passe a uma distância de 13 366 ± 6 250 UA do Sol em 1,3541 ± 0,0500 milhões de anos, a maior aproximação futura de uma estrela conhecida. Na aproximação máxima, será a estrela mais brilhante e mais rápida no céu, com uma magnitude aparente de −2,74 (3 vezes o brilho atual de Sirius) e um movimento próprio de 52,284 segundos de arco por ano (5 vezes o valor atual da Estrela de Barnard).
Num intervalo de ±10 milhões de anos ao presente, Gliese 710 é a estrela cuja combinação de massa e menor distância causará a maior perturbação gravitacional no Sistema Solar. Ela não deve influenciar a órbita dos planetas, mas vai perturbar significativamente os cometas da Nuvem de Oort. Simulações estimam que a estrela removerá até 0,1% dos cometas da nuvem, com 0,01% caindo em órbitas observáveis no Sistema Solar interno, causando uma chuva de cometas de aproximadamente 10 cometas por ano, que terá intensidade máxima 1 milhão de anos após a passagem da estrela e duração de 3 a 4 milhões de anos.